# Georg Luger
Georg Luger (1849-1923) foi um engenheiro austríaco e projetista de uma das pistolas mais famosas no mercado de armas de fogo, a Luger P08, criada entre 1898 e 1899, quando o mesmo  trabalhava na Fábrica Alemã de Armas e Munições. Também é o idealizador do calibre 9mm Parabellum, utilizado pelas forças militares da OTAN.
Inspirado na Borchardt C-93, possivelmente a primeira pistola semi-automática do mundo, que por sinal era do mesmo fabricante alemão, nasceu a Luger P08 por melhorias de projeto de George Luger, tornando-a mais portátil.
Depois do seu período no serviço militar, ele foi condecorado com a Ordem do Príncipe Danilo I do Montenegro.